# Hemimastigophora

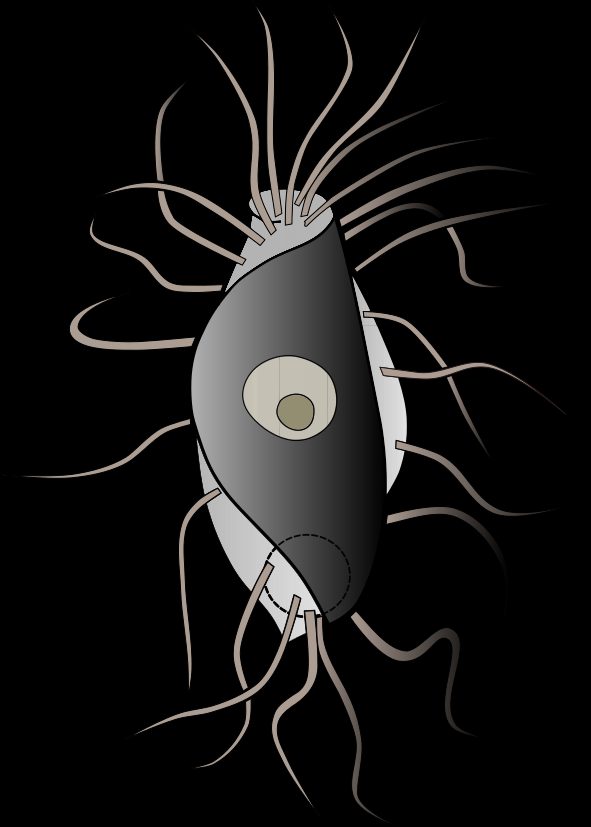
Przykładowy przedstawiciel grupy

Hemimastigophora – takson eukariontów o randze różnej w różnych systemach. W ujęciu zaproponowanym w 2018 roku takson o randze powyżej królestwa, równoważny supergrupie.
Przedstawiciele tej grupy mają postać wiciowca, przy czym mają dwa rzędy drobnych wici podobnych do rzęsek, co ich upodabnia do orzęsków. Z kolei struktura ściany komórkowej przypomina pelikulę euglenin. Są wolno żyjący i drapieżni. Siedliskiem jest gleba lub osady wód słodkich. W 2018 znanych było kilka gatunków. 
Wyróżnienie taksonu zaproponowano w 1988 na podstawie odkrycia protista glebowego Hemimastix amphikineta. Ze względu na jego odrębność od znanych wówczas organizmów z wyjątkiem Spironema multiciliatum, oprócz wyróżnienia nowego gatunku, zaproponowano wówczas utworzenie dla tych gatunków odrębnego rzędu Hemimastigida, gromady Hemimastigea i typu Hemimastigophora. Typ ten miał pozycję incertae sedis w królestwie Protista. Ponieważ zawiera tylko jedną rodzinę – Spironemidae, czasem jest traktowany jako jej synonim.
Po odkryciu kolejnych gatunków z rodzaju Hemimastix i Spironema dalsze analizy molekularne potwierdzają odrębność tej linii równoważną supergrupie. Według jednej z nich Hemimastigophora są kladem siostrzanym dla kladu Diaphoretickes (obejmującego m.in. supergrupy SAR, rośliny czy Cryptista). Analiza genomów jego przedstawicieli sugeruje, że klad ten oddzielił się od pozostałych na wczesnym etapie różnicowania się eukariontów.